# Saint-Pierre-de-Trivisy
Saint-Pierre-de-Trivisy é uma comuna francesa na região administrativa da Occitânia, no departamento de Tarn. Estende-se por uma área de 36.09 km², e possui 621 habitantes, segundo o censo de 2018, com uma densidade de 17 hab/km².